# Lancer du disque
Pour les articles homonymes, voir Disque.
Le lancer du disque est une discipline de l'athlétisme qui consiste à lancer un disque le plus loin possible. Le record du monde masculin de 75,56 m est détenu par le Lituanien Mykolas Alekna depuis le 13 avril 2025. L'Allemande Gabriele Reinsch est l'actuelle détentrice du record du monde féminin depuis 1988 avec 76,80 m.

## Histoire
Le lancer du disque est l'épreuve athlétique la mieux décrite par les Romains. Les techniques de lancer et les différents disques sont expliqués dans l'Iliade. Le « solos » était un disque percé d'un trou à travers lequel on passait une corde, alors que le « diskéma », était plat, en pierre, en bois dur, en plomb ou en bronze. La discipline se développe aux États-Unis vers la fin du XIXe siècle. En 1907, le poids du disque masculin est définitivement fixé à 2 kg et le diamètre à 22 cm.

## Caractéristiques
| Catégorie | Hommes   | Femmes |
| --------- | -------- | ------ |
| Senior    | 2 kg     | 1 kg   |
| Junior    | 1,750 kg | 1 kg   |
| Cadet     | 1,500 kg | 1 kg   |

## Équipement

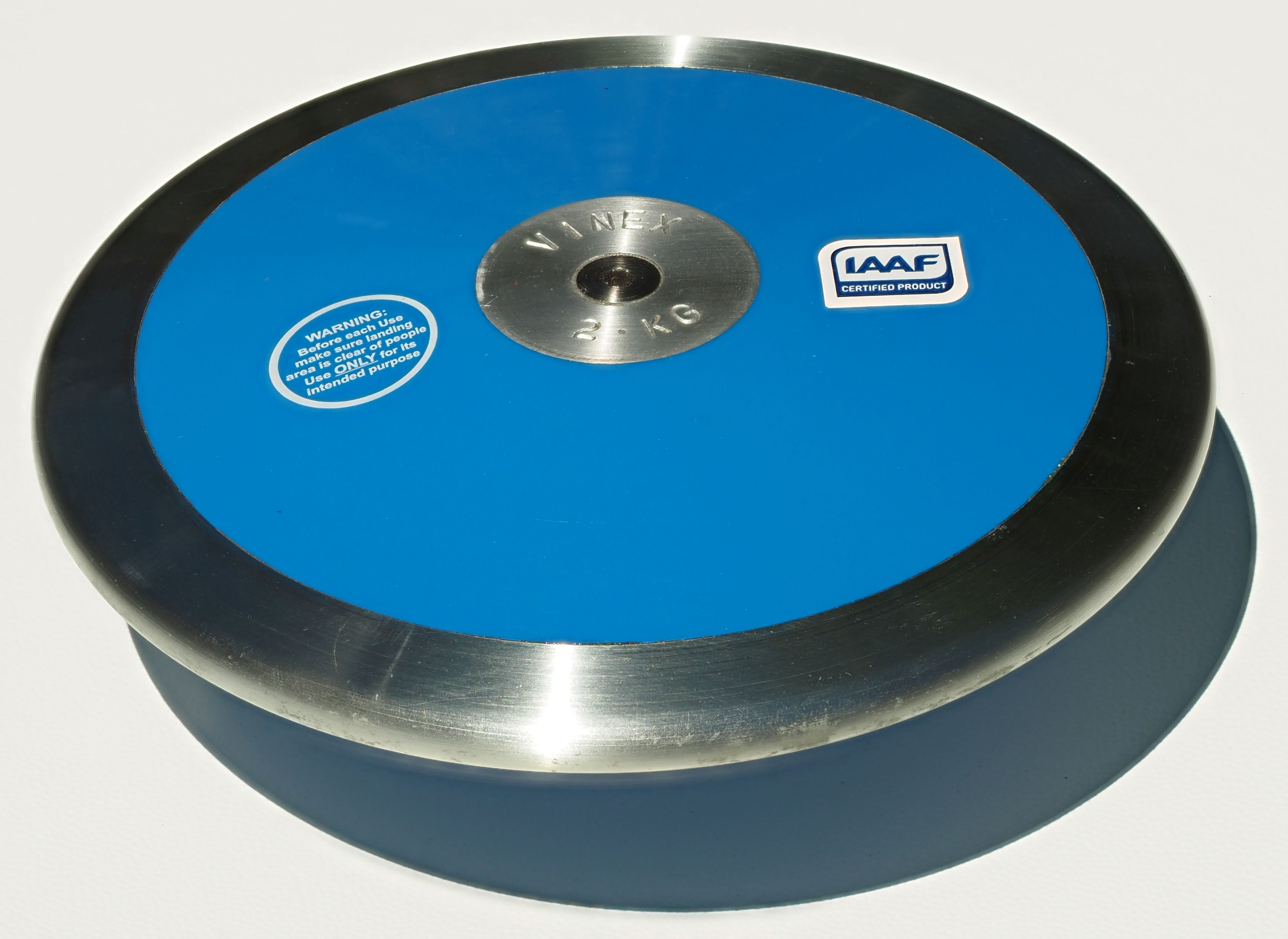
Disque de 2 kg.

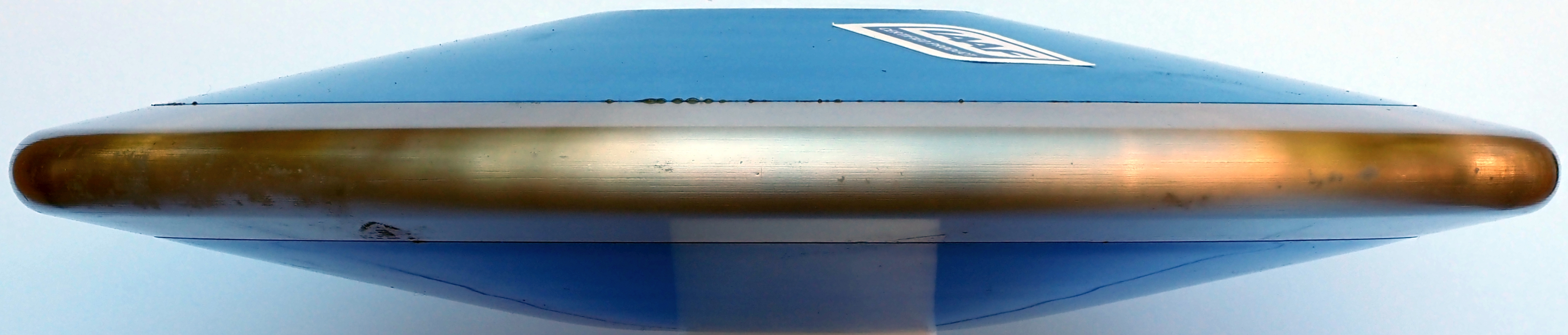
Vu de côté.

Le disque moderne a une forme circulaire et est fait normalement de bois, avec des bords métalliques et un poids central réglable. Selon les règlements internationaux en vigueur, le disque a pour les hommes, un diamètre de 219 à 221 millimètres, une épaisseur de 44 à 46 millimètres, et un poids de deux kilogrammes. Chez les femmes, le disque pèse un kilogramme et dispose d'un diamètre variant entre 180 et 182 mm pour 37 à 39 mm d'épaisseur.
La surface de lancer est un cercle de ciment mesurant de 245 à 250 centimètres de diamètre, entouré d'un anneau de métal peint en blanc, dont le haut est au niveau du sol extérieur. La zone de lancer est entourée par une cage en forme de « U » mesurant 4 mètres de hauteur. Cette cage, ouverte vers la zone de réception, fait 6 mètres de large.
Jusqu'au 1er janvier 2003, les lignes délimitant le secteur de chute du disque formaient un angle de 40°. Depuis cette date, l'angle est réduit à 34,92° (idem pour le lancer de poids). Les jets effectués hors de ces limites ne sont pas valables.

## Technique moderne
Pour le lancer, les athlètes se placent dans une zone circulaire de 2,5 mètres de diamètre qu'ils ne doivent pas quitter avant que le disque ait touché le sol. Ils commencent à balancer les bras et exécutent ensuite une rotation d'un tour et demi qu'on appelle une volte et enfin lancent le disque avec un angle d'envol compris entre 25 et 40° (plus précisément, les angles de jets optimaux sont : par vent calme, 34 à 37° ; par vent de face, 25 à 33° ; par vent de dos, 38 à 40°). La distance au bord de l'aire de lancer (l'anneau en métal) et le point où le disque a atterri est mesurée. Chaque lanceur a droit à trois lancers (plus trois lancers supplémentaires pour les huit meilleurs).
Le disque est tenu par les phalangettes et non pas par les phalanges. La position des pieds d’un droitier est différente de celle d’un gaucher. Pour un droitier, le disque doit être tenu avec la main droite et le pied gauche est en avant tandis qu’un gaucher tient le disque de la main gauche et le pied droit est en avant.
Le lancer se fait en rotation. Le disque quitte la main dans le sens des aiguilles d'une montre pour un droitier, dans le sens inverse pour un gaucher, en le faisant rouler autour de l’index sans que les pieds ne touchent la partie supérieure ou l'extérieur du cercle (car le lancer ne serait pas mesuré : le juge annonce « essai » et il est compté comme nul). Le lanceur doit sortir du cercle par l’arrière après que le disque soit retombé dans le secteur de chute.

## Performances

### Records du monde
| Genre | Performance | Athlète          | Date           | Lieu           |
| M     | 74,35 m     | Mykolas Alekna   | 15 avril 2024  | Ramona         |
| F     | 76,80 m     | Gabriele Reinsch | 9 juillet 1988 | Neubrandenburg |

### Records continentaux
| Continent                                                 | Hommes (au 14 juillet 2024) | Hommes (au 14 juillet 2024) | Hommes (au 14 juillet 2024) | Hommes (au 14 juillet 2024) | Femmes (au 14 juillet 2024) | Femmes (au 14 juillet 2024) | Femmes (au 14 juillet 2024) | Femmes (au 14 juillet 2024) |
| Continent                                                 | Distance                    | Athlète                     | Nation                      | Date                        | Distance                    | Athlète                     | Nation                      | Date                        |
| --------------------------------------------------------- | --------------------------- | --------------------------- | --------------------------- | --------------------------- | --------------------------- | --------------------------- | --------------------------- | --------------------------- |
| Afrique (records)                                         | 70,32 m                     | Frantz Kruger               | Afrique du Sud              | 26 mai 2002                 | 64,96 m                     | Chioma Onyekwere            | Nigeria                     | 15 avril 2023               |
| Asie (records)                                            | 69,32 m                     | Ehsan Hadadi                | Iran                        | 3 juin 2008                 | 71,68 m                     | Xiao Yanling                | Chine                       | 14 mars 1992                |
| Europe (records)                                          | 74,35 m                     | Mykolas Alekna              | Lituanie                    | 14 avril 2024               | 76,80 m                     | Gabriele Reinsch            | Allemagne de l'Est          | 9 juillet 1988              |
| Amérique du Nord, Amérique centrale et Caraïbes (records) | 71,32 m                     | Ben Plucknett               | États-Unis                  | 4 juin 1983                 | 73,09 m                     | Yaimé Pérez                 | Cuba                        | 13 avril 2024               |
| Océanie (records)                                         | 71,48 m                     | Alex Rose                   | Samoa                       | 11 mai 2024                 | 69,64 m                     | Dani Stevens                | Australie                   | 13 août 2017                |
| Amérique du Sud (records)                                 | 70,29 m                     | Mauricio Ortega             | Colombie                    | 22 juillet 2020             | 65,34 m                     | Andressa de Morais          | Brésil                      | 26 juin 2019                |

### Dix meilleures performances de tous les temps
| Rang | Temps   | Athlète           | Lieu            | Date             |
| 1    | 74,35 m | Mykolas Alekna    | Ramona          | 14 avril 2024    |
| 2    | 74,08 m | Jürgen Schult     | Neubrandenbourg | 6 juin 1986      |
| 3    | 73,88 m | Virgilijus Alekna | Kaunas          | 3 août 2000      |
| 4    | 73,38 m | Gerd Kanter       | Helsingborg     | 4 septembre 2006 |
| 5    | 72,02 m | Gerd Kanter       | Salinas         | 3 mai 2007       |
| 6    | 71,88 m | Gerd Kanter       | Salinas         | 8 mai 2008       |
| 7    | 71,86 m | Yuriy Dumchev     | Moscou          | 29 mai 1983      |
| 7    | 71,86 m | Daniel Ståhl      | Bottnaryd       | 29 juin 2019     |
| 7    | 71,86 m | Kristjan Čeh      | Jõhvi           | 16 juin 2023     |
| 10   | 71,84 m | Piotr Małachowski | Hengelo         | 8 juin 2013      |

| Rang | Temps   | Athlète          | Lieu            | Date              |
| 1    | 76,80 m | Gabriele Reinsch | Neubrandenbourg | 9 juillet 1988    |
| 2    | 74,56 m | Zdenka Šilhavá   | Nitra           | 26 août 1984      |
| 2    | 74,56 m | Ilke Wyludda     | Neubrandenbourg | 23 juillet 1989   |
| 4    | 74,44 m | Gabriele Reinsch | Berlin          | 13 septembre 1988 |
| 5    | 74,40 m | Ilke Wyludda     | Berlin          | 13 septembre 1988 |
| 6    | 74,08 m | Diana Gansky     | Chemnitz        | 20 juin 1987      |
| 7    | 73,90 m | Diana Gansky     | Prague          | 27 juin 1987      |
| 8    | 73,42 m | Gabriele Reinsch | Chemnitz        | 12 juin 1988      |
| 9    | 73,36 m | Irina Meszynski  | Prague          | 17 août 1984      |
| 10   | 73,32 m | Diana Gansky     | Neubrandenbourg | 11 juin 1987      |

### Meilleurs performeurs de tous les temps
| Rang | Temps   | Athlète           | Lieu            | Date             |
| 1    | 74,35 m | Mykolas Alekna    | Ramona          | 14 avril 2024    |
| 2    | 74,08 m | Jürgen Schult     | Neubrandenbourg | 6 juin 1986      |
| 3    | 73,88 m | Virgilijus Alekna | Kaunas          | 3 août 2000      |
| 4    | 73,38 m | Gerd Kanter       | Helsingborg     | 4 septembre 2006 |
| 5    | 71,86 m | Yuriy Dumchev     | Moscou          | 29 mai 1983      |
| 5    | 71,86 m | Daniel Ståhl      | Bottnaryd       | 29 juin 2019     |
| 5    | 71,86 m | Kristjan Čeh      | Jõhvi           | 16 juin 2023     |
| 8    | 71,84 m | Piotr Małachowski | Hengelo         | 8 juin 2013      |
| 9    | 71,70 m | Róbert Fazekas    | Szombathely     | 14 juillet 2002  |
| 10   | 71,50 m | Lars Riedel       | Wiesbaden       | 3 mai 1997       |

| Rang | Temps   | Athlète            | Lieu            | Date             |
| 1    | 76,80 m | Gabriele Reinsch   | Neubrandenbourg | 9 juillet 1988   |
| 2    | 74,56 m | Zdenka Šilhavá     | Nitra           | 26 août 1984     |
| 2    | 74,56 m | Ilke Wyludda       | Neubrandenbourg | 23 juillet 1989  |
| 4    | 74,08 m | Diana Gansky       | Chemnitz        | 20 juin 1987     |
| 5    | 73,36 m | Irina Meszynski    | Prague          | 17 août 1984     |
| 6    | 73,28 m | Galina Savinkova   | Donetsk         | 8 septembre 1984 |
| 7    | 73,22 m | Tsvetanka Hristova | Kazanlak        | 19 avril 1987    |
| 8    | 73,10 m | Gisela Beyer (en)  | Berlin          | 20 juillet 1984  |
| 9    | 73,09 m | Yaimé Pérez        | Ramona          | 13 avril 2024    |
| 10   | 72,92 m | Martina Hellmann   | Potsdam         | 20 août 1987     |

### Meilleures performances mondiales de l'année
| Année | Marque  | Athlète                   | Nationalité        | Lieu                |
| ----- | ------- | ------------------------- | ------------------ | ------------------- |
| 1968  | 68,40 m | Jay Silvester             | États-Unis         | Reno                |
| 1969  | 68,06 m | Rickard Bruch             | Suède              | Malmö               |
| 1970  | 67,14 m | Rickard Bruch             | Suède              | Malmö               |
| 1971  | 70,38 m | Jay Silvester             | États-Unis         | Lancaster           |
| 1972  | 68,40 m | Rickard Bruch             | Suède              | Stockholm           |
| 1973  | 67,58 m | Rickard Bruch             | Suède              | Skelleftea          |
| 1974  | 68,16 m | Rickard Bruch             | Suède              | Helsingborg         |
| 1975  | 69,08 m | John Powell               | États-Unis         | Long Beach          |
| 1976  | 70,86 m | Mac Wilkins               | États-Unis         | San Jose            |
| 1977  | 69,20 m | Mac Wilkins               | États-Unis         | Westwood            |
| 1978  | 71,16 m | Wolfgang Schmidt          | Allemagne          | Berlin              |
| 1979  | 70,66 m | Mac Wilkins               | États-Unis         | Walnut              |
| 1980  | 70,98 m | Mac Wilkins               | États-Unis         | Erfurt              |
| 1981  | 69,98 m | John Powell               | États-Unis         | Modesto             |
| 1982  | 70,58 m | Luis Delís                | Cuba               | Salinas             |
| 1983  | 71,86 m | Yuriy Dumchev             | Russie             | Moscou              |
| 1984  | 71,26 m | John Powell Rickard Bruch | États-Unis Suède   | San Jose Malmö      |
| 1985  | 71,26 m | Imrich Bugár              | Hongrie            | San Jose            |
| 1986  | 74,08 m | Jürgen Schult             | Allemagne          | Neubrandenburg      |
| 1987  | 69,52 m | Jürgen Schult             | Allemagne          | Neubrandenburg      |
| 1988  | 70,46 m | Jürgen Schult             | Allemagne de l'Est | Berlin              |
| 1989  | 70,92 m | Wolfgang Schmidt          | Allemagne          | Norden              |
| 1990  | 68,94 m | Romas Ubartas             | Lituanie           | Smalininkai         |
| 1991  | 69,36 m | Mike Buncic               | États-Unis         | Fresno              |
| 1992  | 69,04 m | Jürgen Schult             | Allemagne          | Halle               |
| 1993  | 68,42 m | Lars Riedel               | Allemagne          | Iéna                |
| 1994  | 68,58 m | Attila Horváth            | Hongrie            | Budapest            |
| 1995  | 69,08 m | Lars Riedel               | Allemagne          | Bellinzona ; Monaco |
| 1996  | 71,14 m | Anthony Washington        | États-Unis         | Salinas             |
| 1997  | 71,50 m | Lars Riedel               | Allemagne          | Wiesbaden           |
| 1998  | 69,91 m | John Godina               | États-Unis         | Salinas             |
| 1999  | 69,18 m | Lars Riedel               | Allemagne          | Iéna                |
| 2000  | 73,88 m | Virgilijus Alekna         | Lituanie           | Kaunas              |
| 2001  | 70,99 m | Virgilijus Alekna         | Lituanie           | Stellenbosch        |
| 2002  | 71,70 m | Róbert Fazekas            | Hongrie            | Szombathely         |
| 2003  | 70,78 m | Róbert Fazekas            | Hongrie            | Budapest            |
| 2004  | 70,97 m | Virgilijus Alekna         | Lituanie           | Réthymnon           |
| 2005  | 70,67 m | Virgilijus Alekna         | Lituanie           | Madrid              |
| 2006  | 73,38 m | Gerd Kanter               | Estonie            | Helsingborg         |
| 2007  | 72,02 m | Gerd Kanter               | Estonie            | Salinas             |
| 2008  | 71,88 m | Gerd Kanter               | Estonie            | Salinas             |
| 2009  | 71,64 m | Gerd Kanter               | Estonie            | Kohila              |
| 2010  | 71,45 m | Gerd Kanter               | Estonie            | Chula Vista         |
| 2011  | 69,50 m | Zoltán Kövágó             | Hongrie            | Budapest            |
| 2012  | 70,66 m | Robert Harting            | Allemagne          | Turnov              |
| 2013  | 71,84 m | Piotr Malachowski         | Pologne            | Hengelo             |
| 2014  | 69,28 m | Piotr Malachowski         | Pologne            | Halle               |
| 2015  | 68,29 m | Piotr Malachowski         | Pologne            | Cetniewo            |
| 2016  | 68,72 m | Daniel Ståhl              | Suède              | Sollentuna          |
| 2017  | 71,29 m | Daniel Ståhl              | Suède              | Sollentuna          |
| 2018  | 69,72 m | Daniel Ståhl              | Suède              | Eskilstuna          |
| 2019  | 71,86 m | Daniel Ståhl              | Suède              | Bottnaryd           |
| 2020  | 71,37 m | Daniel Ståhl              | Suède              | Sollentuna          |
| 2021  | 71,40 m | Daniel Ståhl              | Suède              | Bottnaryd           |
| 2022  | 71,47 m | Daniel Ståhl              | Suède              | Uppsala             |
| 2023  | 71,86 m | Kristjan Čeh              | Slovénie           | Jõhvi               |

| Année | Marque  | Athlète                      | Nationalité          | Lieu                 |
| ----- | ------- | ---------------------------- | -------------------- | -------------------- |
| 1968  | 62,54 m | Liesel Westermann            | Allemagne de l'Ouest | Werdohl              |
| 1969  | 63,96 m | Liesel Westermann            | Allemagne de l'Ouest | Hambourg             |
| 1970  | 63,66 m | Karin Illgen                 | Allemagne de l'Est   | Leipzig              |
| 1971  | 64,88 m | Faina Melnik                 | Union soviétique     | Munich               |
| 1972  | 67,32 m | Argentina Menis              | Roumanie             | Constanța            |
| 1973  | 69,48 m | Faina Melnik                 | Union soviétique     | Edinbourg            |
| 1974  | 69,90 m | Faina Melnik                 | Union soviétique     | Prague               |
| 1975  | 70,20 m | Faina Melnik                 | Union soviétique     | Zurich               |
| 1976  | 70,50 m | Faina Melnik                 | Union soviétique     | Sotchi               |
| 1977  | 68,92 m | Sabine Engel                 | Allemagne de l'Est   | Karl-Marx-Stadt      |
| 1978  | 70,72 m | Evelin Jahl                  | Allemagne de l'Est   | Dresde               |
| 1979  | 69,82 m | Evelin Jahl                  | Allemagne de l'Est   | Leipzig              |
| 1980  | 71,80 m | Maria Petkova                | Bulgarie             | Sofia                |
| 1981  | 71,46 m | Evelin Jahl                  | Allemagne de l'Est   | Berlin               |
| 1982  | 71,40 m | Irina Meszynski              | Allemagne de l'Est   | Karl-Marx-Stadt      |
| 1983  | 73,26 m | Galina Savinkova             | Union soviétique     | Leselidze            |
| 1984  | 74,56 m | Zdeňka Šilhavá               | Tchécoslovaquie      | Nitra                |
| 1985  | 72,96 m | Galina Savinkova             | Union soviétique     | Erfurt               |
| 1986  | 73,26 m | Diana Gansky                 | Allemagne de l'Est   | Neubrandenburg       |
| 1987  | 74,08 m | Diana Gansky                 | Allemagne de l'Est   | Karl-Marx-Stadt      |
| 1988  | 76,80 m | Gabriele Reinsch             | Allemagne            | Neubrandenburg       |
| 1989  | 74,56 m | Ilke Wyludda                 | Allemagne            | Neubrandenburg       |
| 1990  | 71,10 m | Ilke Wyludda                 | Allemagne            | Tel Aviv             |
| 1991  | 71,02 m | Tsvetanka Khristova          | Bulgarie             | Tokyo                |
| 1992  | 71,68 m | Xiao Yanling                 | Chine                | Pékin                |
| 1993  | 68,14 m | Larisa Korotkevich           | Russie               | Vénissieux           |
| 1994  | 68,72 m | Daniela Costian Ilke Wyludda | Australie Allemagne  | Auckland Helsinki    |
| 1995  | 69,68 m | Mette Bergmann               | Norvège              | Florø                |
| 1996  | 69,66 m | Ilke Wyludda                 | Allemagne            | Atlanta              |
| 1997  | 70,00 m | Xiao Yanling                 | Chine                | Shanghai             |
| 1998  | 68,91 m | Franka Dietzsch              | Allemagne            | Stendal              |
| 1999  | 70,02 m | Natalya Sadova               | Russie               | Thessalonique        |
| 2000  | 68,70 m | Nicoleta Grasu               | Roumanie             | Bucarest             |
| 2001  | 68,57 m | Natalya Sadova               | Russie               | Edmonton             |
| 2002  | 67,73 m | Natalya Sadova               | Russie               | Toula                |
| 2003  | 69,38 m | Natalya Sadova               | Russie               | Halle                |
| 2004  | 69,14 m | Irina Yatchenko              | Biélorussie          | Minsk                |
| 2005  | 66,81 m | Vera Cechlová                | Tchéquie             | Madrid               |
| 2006  | 68,51 m | Franka Dietzsch              | Allemagne            | Schönebeck           |
| 2007  | 68,06 m | Franka Dietzsch              | Allemagne            | Halle                |
| 2008  | 67,89 m | Irina Yatchenko              | Biélorussie          | Istanbul             |
| 2009  | 66,40 m | Li Yanfeng                   | Chine                | Jinan                |
| 2010  | 67,78 m | Nadine Müller                | Allemagne            | Wiesbaden            |
| 2011  | 67,98 m | Li Yanfeng                   | Chine                | Schönebeck           |
| 2012  | 69,11 m | Sandra Perkovic              | Croatie              | Londres              |
| 2013  | 68,96 m | Sandra Perkovic              | Croatie              | Lausanne             |
| 2014  | 71,08 m | Sandra Perkovic              | Croatie              | Zurich               |
| 2015  | 70,65 m | Denia Caballero              | Cuba                 | Bilbao               |
| 2016  | 70,88 m | Sandra Perkovic              | Croatie              | Shanghaï             |
| 2017  | 71,41 m | Sandra Perkovic              | Croatie              | Bellinzone           |
| 2018  | 71,38 m | Sandra Perkovic              | Croatie              | Doha                 |
| 2019  | 69,39 m | Yaimé Pérez                  | Cuba                 | Sotteville-lès-Rouen |
| 2020  | 70,15 m | Valarie Allman               | États-Unis           | Rathdrum             |
| 2021  | 71,16 m | Valarie Allman               | États-Unis           | Berlin               |
| 2022  | 71,46 m | Valarie Allman               | États-Unis           | San Diego            |
| 2023  | 70,47 m | Valarie Allman               | États-Unis           | Berlin               |

## Palmarès olympique et mondial
| Compétition   | Hommes             | Femmes                    |
| ------------- | ------------------ | ------------------------- |
| Jeux 1896     | Robert Garrett     |                           |
| Jeux 1900     | Rudolf Bauer       |                           |
| Jeux 1904     | Martin Sheridan    |                           |
| Jeux 1908     | Martin Sheridan    |                           |
| Jeux 1912     | Armas Taipale      |                           |
| Jeux 1920     | Elmer Niklander    |                           |
| Jeux 1924     | Clarence Houser    |                           |
| Jeux 1928     | Clarence Houser    | Halina Konopacka          |
| Jeux 1932     | John Anderson      | Lillian Copeland          |
| Jeux 1936     | Ken Carpenter      | Gisela Mauermayer         |
| Jeux 1948     | Adolfo Consolini   | Micheline Ostermeyer      |
| Jeux 1952     | Sim Iness          | Nina Romashkova           |
| Jeux 1956     | Al Oerter          | Olga Fikotová             |
| Jeux 1960     | Al Oerter          | Nina Romashkova           |
| Jeux 1964     | Al Oerter          | Tamara Press              |
| Jeux 1968     | Al Oerter          | Lia Manoliu               |
| Jeux 1972     | Ludvík Daněk       | Faïna Melnyk              |
| Jeux 1976     | Mac Wilkins        | Evelin Schlaak            |
| Jeux 1980     | Viktor Rashchupkin | Evelin Jahl               |
| Mondiaux 1983 | Imrich Bugár       | Martina Hellmann          |
| Jeux 1984     | Rolf Danneberg     | Ria Stalman               |
| Mondiaux 1987 | Jürgen Schult      | Martina Hellmann          |
| Jeux 1988     | Jürgen Schult      | Martina Hellmann          |
| Mondiaux 1991 | Lars Riedel        | Tsvetanka Hristova        |
| Jeux 1992     | Romas Ubartas      | Maritza Martén            |
| Mondiaux 1993 | Lars Riedel        | Olga Burova-Chernyavskaya |
| Mondiaux 1995 | Lars Riedel        | Ellina Zvereva            |
| Jeux 1996     | Lars Riedel        | Ilke Wyludda              |
| Mondiaux 1997 | Lars Riedel        | Beatrice Faumuina         |
| Mondiaux 1999 | Anthony Washington | Franka Dietzsch           |
| Jeux 2000     | Virgilijus Alekna  | Ellina Zvereva            |
| Mondiaux 2001 | Lars Riedel        | Ellina Zvereva            |
| Mondiaux 2003 | Virgilijus Alekna  | Irina Yatchenko           |
| Jeux 2004     | Virgilijus Alekna  | Natalya Sadova            |
| Mondiaux 2005 | Virgilijus Alekna  | Franka Dietzsch           |
| Mondiaux 2007 | Gerd Kanter        | Franka Dietzsch           |
| Jeux 2008     | Gerd Kanter        | Stephanie Brown-Trafton   |
| Mondiaux 2009 | Robert Harting     | Dani Samuels              |
| Mondiaux 2011 | Robert Harting     | Li Yanfeng                |
| Jeux 2012     | Robert Harting     | Sandra Perković           |
| Mondiaux 2013 | Robert Harting     | Sandra Perković           |
| Mondiaux 2015 | Piotr Małachowski  | Denia Caballero           |
| Jeux 2016     | Christoph Harting  | Sandra Perković           |
| Mondiaux 2017 | Andrius Gudžius    | Sandra Perković           |
| Mondiaux 2019 | Daniel Ståhl       | Yaimé Pérez               |
| Jeux 2020     | Daniel Ståhl       | Valarie Allman            |
| Mondiaux 2022 | Kristjan Čeh       | Feng Bin                  |
| Mondiaux 2023 | Daniel Ståhl       | Laulauga Tausaga          |
| Jeux 2024     | Rojé Stona         | Valarie Allman            |

## Lanceurs célèbres

### Hommes

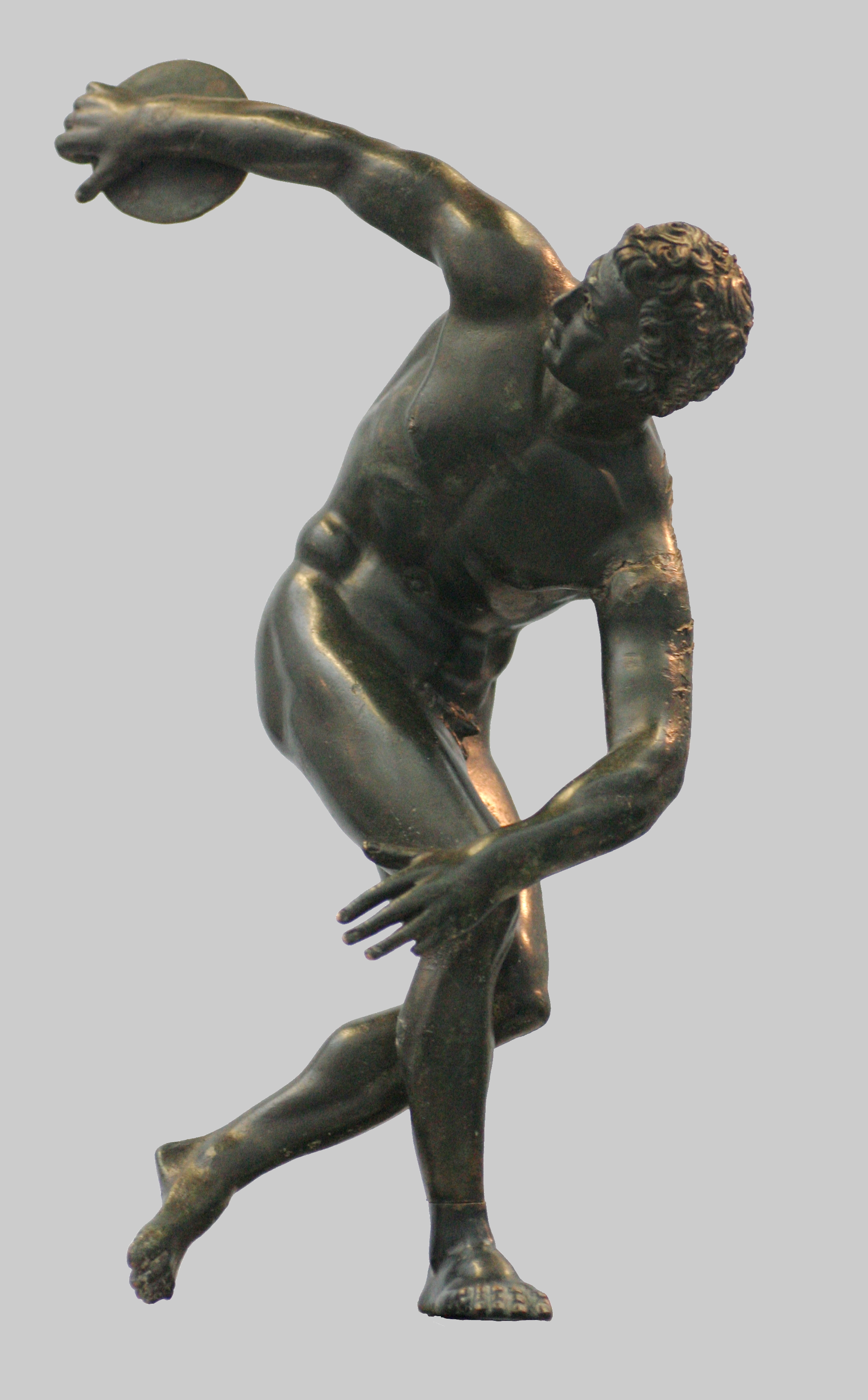
Discobole antique.

- Marius Eynard, officieux recordman du monde en 1902 et 1903
- Lars Riedel, champion olympique et 5 fois champion du monde
- Jürgen Schult, recordman du monde avec 74,08 m depuis 1986
- Al Oerter, 4 fois champion olympique
- Virgilijus Alekna, champion olympique, double champion du monde et deuxième performeur de tous les temps avec 73,88 m
- Gerd Kanter, champion olympique, champion du monde et troisième performeur de tous les temps avec 73,38 m
- Robert Harting, champion olympique et triple champion du monde
- Mac Wilkins, premier homme à plus de 70 m

### Femmes

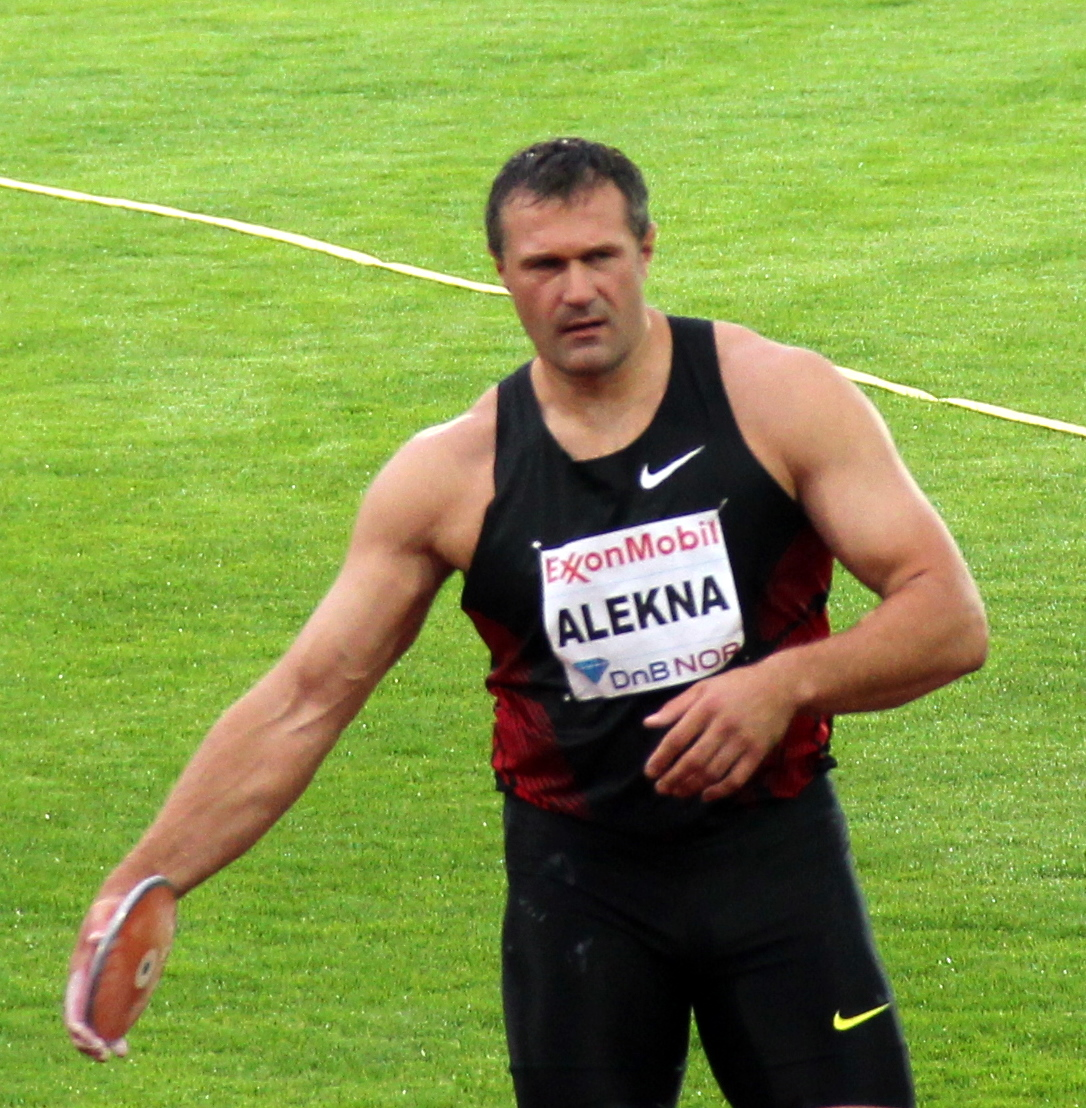
Le Lituanien Virgilijus Alekna établit la meilleure performance mondiale de l'année à quatre reprises.

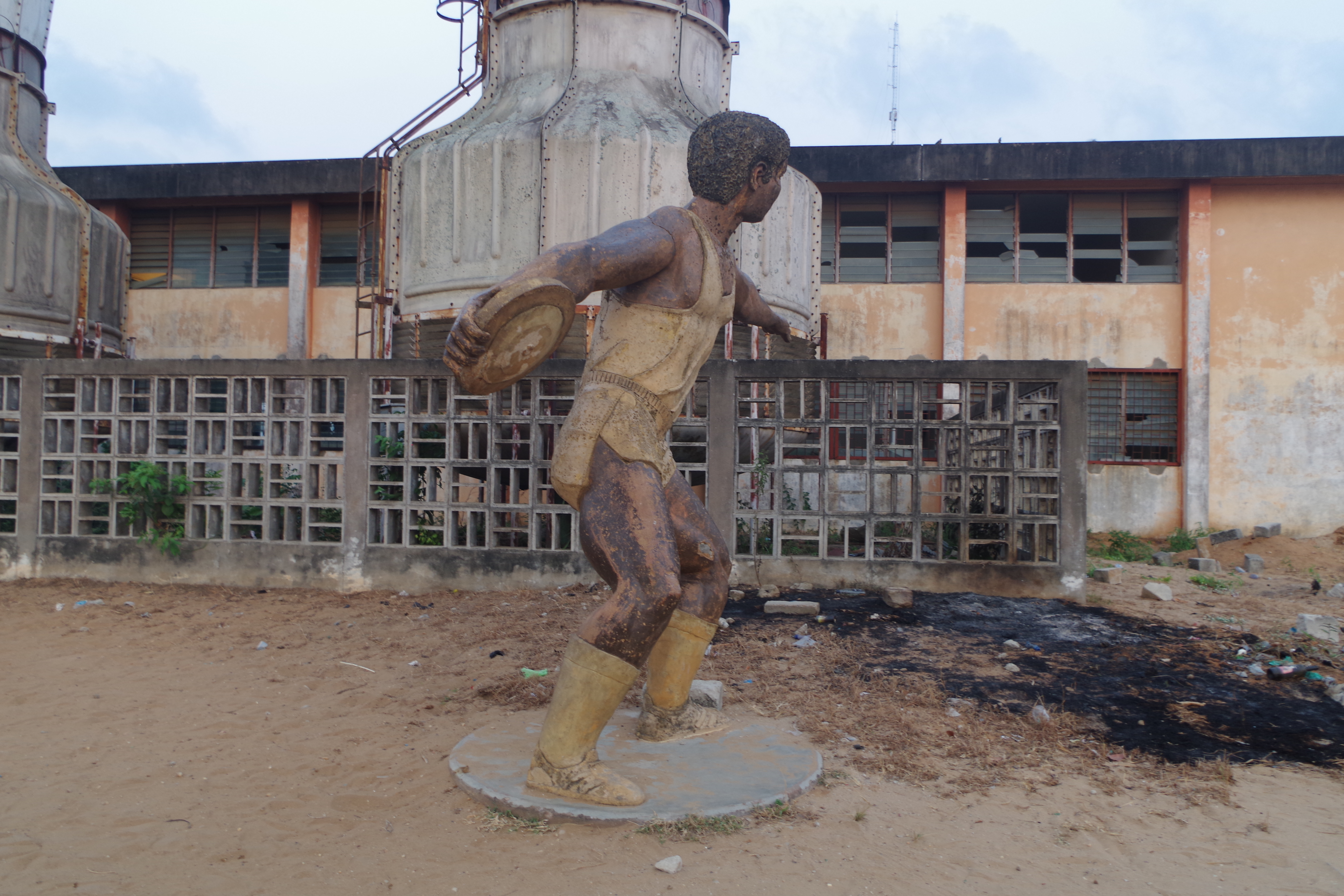
Statue de jeune discobole béninois

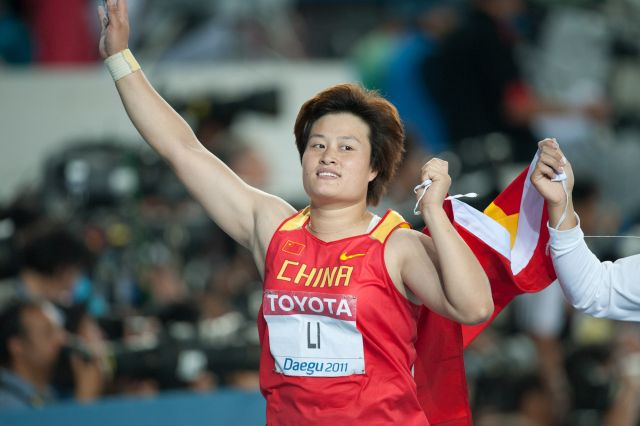
La Chinoise Li Yanfeng.

- Ellina Zvereva, championne olympique et double championne du monde
- Gabriele Reinsch, détentrice du record du monde avec 76,80 m depuis 1988
- Sandra Perkovic, double championne olympique et double championne du monde, seule femme au-delà de 71 m depuis 1992 (en 2014) jusqu'à 2021.
- Martina Hellmann, championne olympique et championne du monde
- Franka Dietzsch, double championne du monde